# Paul Blart: Mall Cop 2

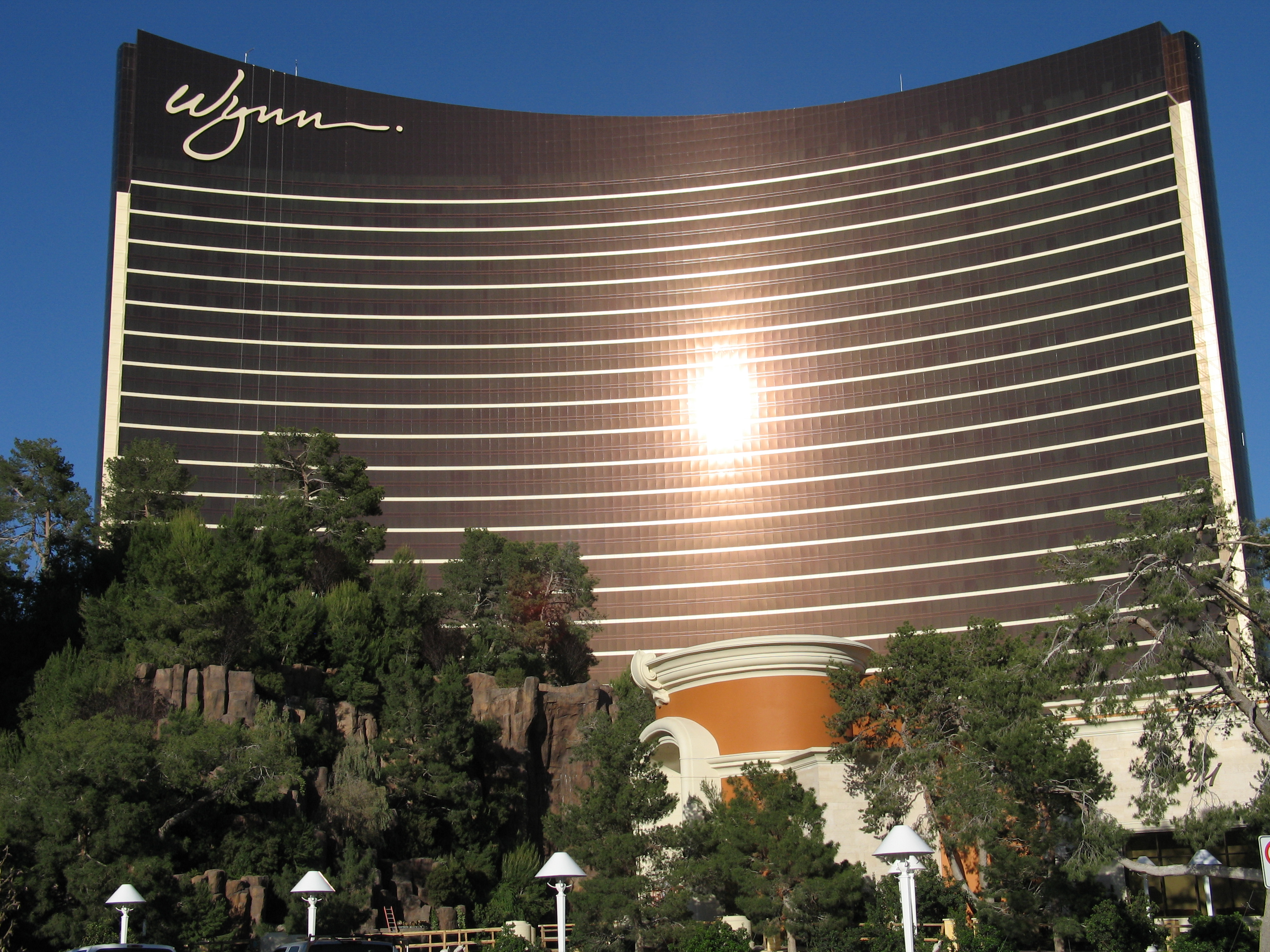
Opnames vonden onder meer plaats bij het Wynn Las Vegas.

Paul Blart: Mall Cop 2 is een Amerikaanse filmkomedie uit 2015, onder regie van Andy Fickman. De film is een sequel op Paul Blart: Mall Cop uit 2009.

## Verhaal
Wanneer beveiligingsagent Paul Blart van een winkelcentrum op een conventie voor beveiligers is in Las Vegas, stelen op hetzelfde moment een criminele bende een kluis in een casino leeg. Als Paul dit per toeval ontdekt, kan hij dit niet toestaan en gaat achter de criminelen aan.

## Rolverdeling
| Acteur               | Personage        |
| -------------------- | ---------------- |
| Kevin James          | Paul Blart       |
| Raini Rodriguez      | Maya Blart       |
| Eduardo Verástregui  | Eduardo Furtillo |
| Daniella Alonso      | Divina           |
| Neal McDonough       | Vincent          |
| David Henrie         | Lane             |
| D.B. Woodside        | Robinson         |
| Nicholas Turturro    | Nick Manero      |
| Loni Love            | Donna Ericone    |
| Gary Valentine       | Saul Gundermutt  |
| Ana Gasteyer         | Mrs. Gundermutt  |
| Shelly Desai         | Khan Mubi        |
| Lorenzo James Henrie | Lorenzo          |